# Isole dei Tre Re
Le isole dei Tre Re costituiscono un arcipelago neozelandese del mar di Tasman situato a nord-ovest del capo Reinga, l'estremità settentrionale dell'Isola del Nord della Nuova Zelanda.

## Storia
L'esploratore olandese Abel Tasman battezzò l'arcipelago Drie Koningen Eyland (isole dei Tre Re) il 6 gennaio 1643, tre settimane dopo essere diventato il primo europeo ad aver avvistato la Nuova Zelanda.

## Descrizione
Sommario di "Prehistoric Archaeological Sites on the Three Kings Islands".

### South East island
L'Isola Sud-Ovest, che si estende per circa 70 acri (28 ettari) e ha una forma ovale, ha una vegetazione variegata dominata da lino, erbe native e arbusti occasionali. Circondata da scogliere, la maggior parte dell'isola è inaccessibile, tranne in alcuni punti dove è possibile navigare attraverso la vegetazione. La sua composizione geologica, principalmente greywacke simile a quella di Great Island, presenta una varietà di strutture a scogliera. La salita rivela una varietà di specie vegetali, che culmina nella cima di roccia lavica andesitica. L'ornitologia sull'isola comprende vari uccelli terrestri, come l'uccello campanaro, il martin pescatore e i parrocchetti, con una popolazione limitata di petrelli. Sono documentate osservazioni di altra fauna, come molluschi e insetti. Sebbene non vi siano prove di una precedente occupazione Maori, i resoconti storici suggeriscono l'arrivo di una famiglia Maori. L'introduzione delle capre nel 1889 non ha portato alla loro sopravvivenza sull'isola.

### North East Island
L'Isola Nord Est, inesplorata e senza sbarchi precedenti, viene brevemente descritta da Cheeseman
 come rocciosa e precipitosa, scoraggiando i tentativi di raggiungere la sua cima. Tuttavia, in una mattina favorevole, la ricognizione ravvicinata di uno yacht rivela punti di accesso difficili a causa delle sporgenze. Gli sbarchi di successo avvengono sulla punta meridionale, che presenta scogliere a strapiombo, muschi, licheni, carici e varie specie di piante. L'altopiano presenta un notevole boschetto di puka, aperto e simile a un parco. Sono stati scoperti segni di occupazione Maori, che indicano un'abitazione almeno fino al 1793. La fauna dell'isola comprende un numero limitato di uccelli nativi, nidi di petrello, storni e merli. Placostylus bollonsi si trova in tutta l'isola e le prove di terrazzamenti Maori suggeriscono un'attività umana storica.

### Princes Islands
Le Isole dei Principi, che formano una mezzaluna tra le Isole Occidentali e le Isole Sud-Occidentali, comprendono cinque isolotti e rocce periferiche più piccole. Con scogliere ripide e un'altezza media di circa 30 metri, gli isolotti più grandi ospitano una vegetazione rada, tra cui Disphyma australe, lino, carice e taupata stentata. Un atterraggio riuscito su un isolotto rivelerà una varietà di specie vegetali, mentre si possono osservare colonie di uccelli, in particolare sule e gabbiani. La struttura geologica, identificata come lava andesitica, indica un'origine vulcanica diversa da quella delle isole più grandi. L'Isola Ovest, triangolare e frastagliata, non è stata esplorata a causa del tempo sfavorevole, ma la sua costa è in fase di studio per potenziali sbarchi. L'isola ha un cespuglio con puka, pohutukawa, kanuka e forse Coprosma macrocarpa o Melicope ternata. I tentativi di creare un faro sull'Isola Ovest sono stati frustrati dalla sua ripidità, quindi si è fatto affidamento sulla stazione radio di Capo Maria. Il testo si conclude riconoscendo l'esperienza di Magnus Johnson e del suo team nel gestire piccole imbarcazioni in condizioni difficili durante le visite alle isole.

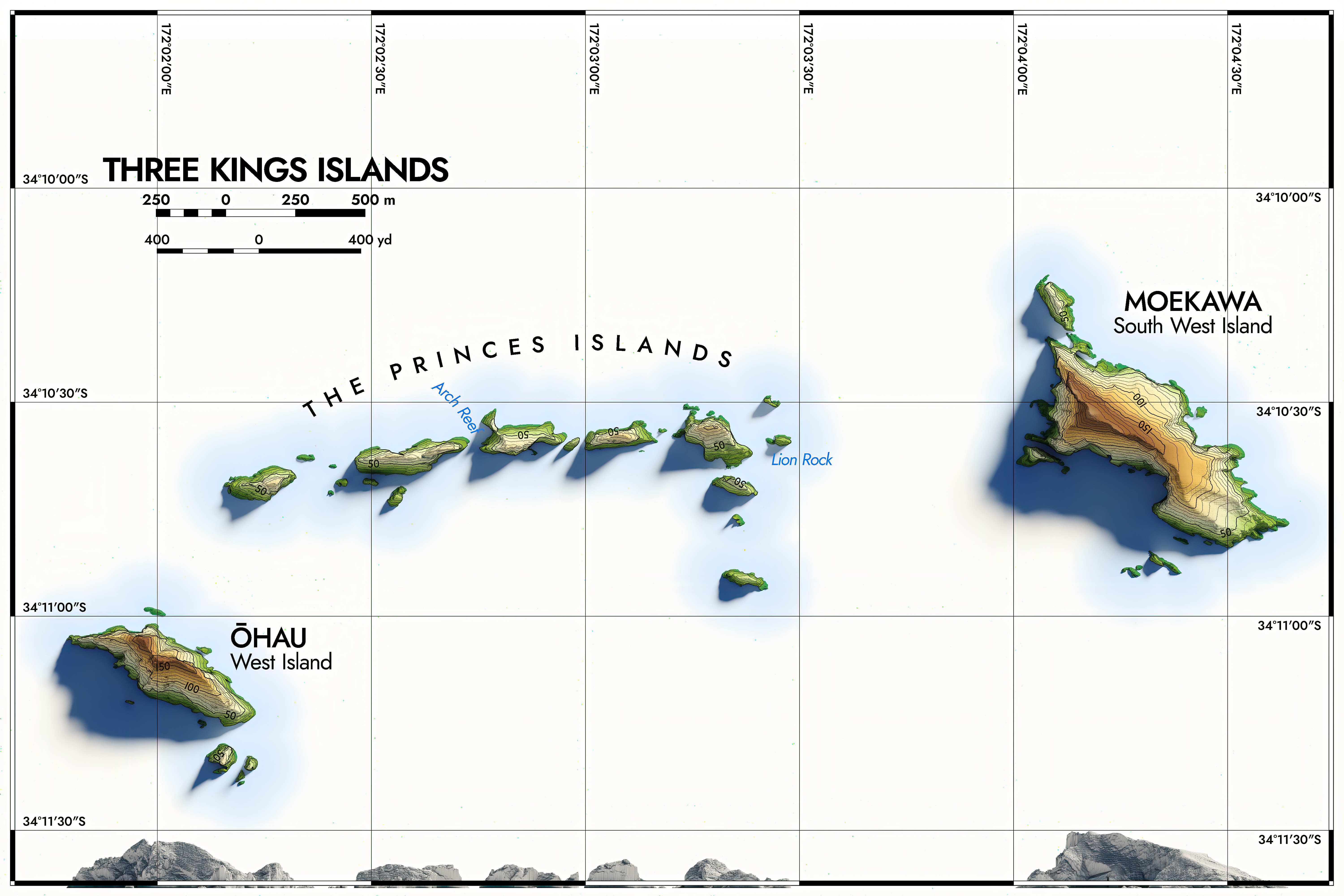
Mappa delle isole orientali dell'arcipelago di Manawatawhi

## Archeologia e storia
La storia tradizionale della presenza preistorica sulle Isole Three Kings è circondata da documenti storici limitati, che offrono poche informazioni sullo stile di vita e sulle attività dei primi abitanti. Tom Bowline, l'ultimo abitante Maori conosciuto, ha raccontato che un tempo le isole ospitavano un centinaio di persone, guidate da Toumaramara. Tragicamente, questa comunità fu attaccata e massacrata da un gruppo di Aupouri, guidati da Taiakiaki, alla fine del XVIII secolo (Cheeseman 1888).
Le osservazioni europee che precedettero questo sfortunato evento di almeno un secolo danno un'idea delle difficoltà incontrate dagli esploratori. Nel gennaio 1643, Abel Tasman gettò l'ancora al largo delle isole e tentò di sbarcare, ma fu accolto dall'ostilità della popolazione Maori locale. Il diario di Tasman annota l'assenza di abitazioni, ad eccezione dell'acqua dolce nella Tasman Valley. Le successive visite europee di Marion du Fresne nel 1772 e di d'Entrecasteaux nel 1799 fornirono ulteriori osservazioni sugli abitanti e sulle attività delle isole (Heeres 1898; Roth 1891).
Tra il 1800 e il 1830, gruppi di Aupouri visitarono occasionalmente i Tre Re, ma non vi fu alcun insediamento permanente durante questo periodo. Solo negli anni Trenta del XIX secolo Tom Bowline e la sua famiglia, discendenti di Toumaramara, si stabilirono sulla Great Island, creando grandi giardini. Tuttavia, nel 1840 gli ultimi residenti Maori avevano lasciato le Three Kings (Cheeseman 1888, cit. opt.).
L'introduzione delle capre nel XIX secolo ha avuto un impatto significativo sulla vegetazione e sulle caratteristiche archeologiche dell'isola. Fraser ha registrato i primi resti archeologici nel 1929, mentre Archey, nel 1948, documentò frammenti di totara intagliata e casse da morto provenienti da grotte funerarie. Visite e osservazioni successive da parte di archeologi, come Ian Lawlor nel 1979, hanno fornito piani dettagliati di elementi in muratura in varie valli (Fraser 1929; Archey 1948, cit. opt.).
Osservazioni più recenti sono state fatte durante le visite organizzate dall'Offshore Islands Research Group nel dicembre 1982 e nel novembre-dicembre 1983. Durante queste visite sono state documentate le caratteristiche archeologiche di North East Island, Great Island, Tasman Valley, Castaway Valley e altri siti (Offshore Islands Research Group).
L'interpretazione delle prove archeologiche suggerisce che i Maori preistorici utilizzavano ampiamente le Isole Three Kings per la cultura, l'abitazione e la pesca. L'assenza di strutture difensive implica che i Maori consideravano l'isolamento naturale e le difese delle isole sufficienti per proteggersi.
Hayward ha condotto un'indagine archeologica completa sulle Isole Three Kings nel 1985, fornendo informazioni preziose sull'uso preistorico delle isole da parte dei Maori. La ricerca si è concentrata su diversi siti a Great Island, South West Island, Princes Islands e West Island. Le caratteristiche archeologiche scoperte hanno fatto luce su vari aspetti della vita preistorica, tra cui le abitazioni, le coltivazioni e il loro impatto sul biota.
Sull'Isola Grande, la Valle di Tasman ha mostrato prove sostanziali dell'attività preistorica. Sono state osservate caratteristiche archeologiche, tra cui cumuli di pietre e terrazze allungate, nella parte alta e media della valle. Osservazioni precedenti di Fraser (1929<, cit. opt.) suggerivano un'area considerevole di coltivazione preistorica, stimata in circa 30 ettari. Inoltre, sono stati identificati siti con trincee rettilinee e terrazze più piccole e sparse, che suggeriscono modelli di utilizzo del territorio diversificati.

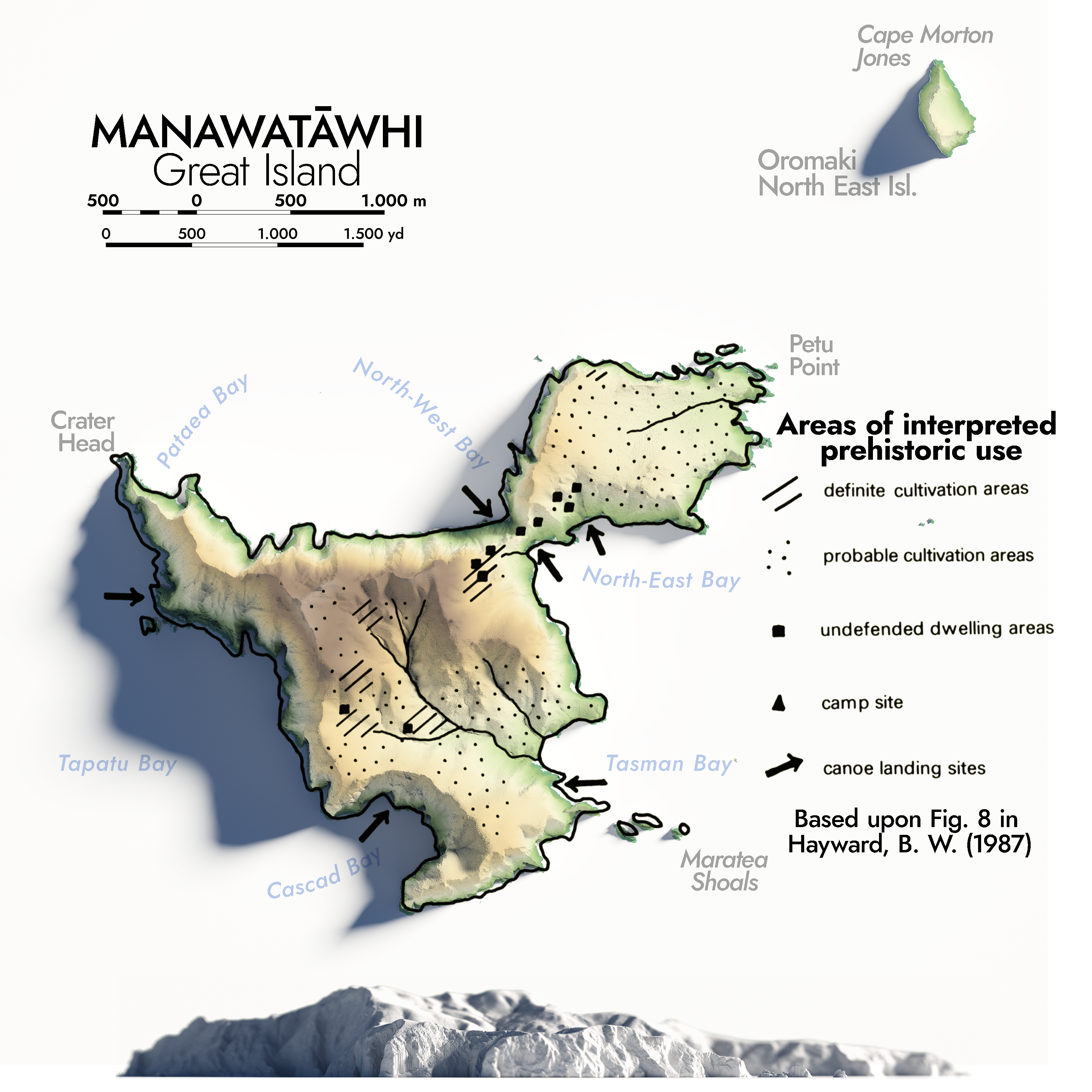
Mappa che mostra le aree di utilizzo preistorico interpretate, sovrapposizione della Fig. 8 di Hayward, B. W. (1987) su una mappa moderna.

La maggiore concentrazione di pietre e terrazze si trova nella Castaway Valley sulla Great Island. Il fianco della collina presentava numerosi terrazzamenti con muri di contenimento in pietra, indicando una modifica intensiva del terreno per la coltivazione. Terrazze di rilievo identificabili suggeriscono la presenza di abitazioni in quest'area.
La parte nord-orientale di Great Island, in particolare i pendii sopra South East Bay, mostra prove di piccoli terrazzamenti e depositi di conchiglie sparsi, che indicano potenziali siti abitativi. L'assenza di strutture difensive sulle isole suggerisce che la popolazione Maori faceva affidamento sull'isolamento naturale e sulle difese offerte dal paesaggio.
West East Island, la seconda isola più grande del gruppo, presenta caratteristiche archeologiche sulla cresta meridionale, tra cui terrazze artificiali con muri di contenimento in pietra. La topografia difficile e i punti di accesso limitati di West Island suggeriscono che potrebbe essere stata utilizzata per attività temporanee, forse durante la stagione della caccia alle pecore.
Le Isole dei Principi, isolotti rocciosi situati tra le Isole Sud-Ovest e Ovest, non hanno rivelato alcuna evidenza archeologica significativa. Sebbene sia stato possibile effettuare degli sbarchi sul lato nord di alcuni isolotti, il team di ricerca del 1983 non ha riportato alcun reperto conclusivo.
L'interpretazione di Hayward dell'archeologia ha evidenziato aspetti chiave della vita preistorica sulle Isole Three Kings. L'assenza di strutture difensive suggerisce l'assenza di minacce percepite, e la distribuzione delle caratteristiche archeologiche indica un uso strategico del paesaggio per la coltivazione e l'abitazione.
Le prove archeologiche suggeriscono che la popolazione Maori preistorica sulle Isole Three Kings era probabilmente limitata, con una popolazione stimata di meno di 100 individui. L'impatto delle loro attività sul biota, in particolare il disboscamento intensivo delle foreste costiere, ha avuto conseguenze ecologiche durature, portando alla riduzione e alla potenziale estinzione di specie vegetali e animali endemiche.
Lo studio meticoloso di Hayward (cit. opt.), basato su documenti storici e osservazioni sul campo, fornisce una comprensione della presenza preistorica dei Maori sulle Three Kings Islands, concentrandosi sulla loro capacità di adattarsi all'ambiente duro dell'isola.
I primi rapporti e le osservazioni di Fraser (1929, cit. opt.), comprese le idee sulla natura diffusa delle caratteristiche archeologiche, forniscono un prezioso contesto storico per lo studio. La presenza di grotte sepolcrali sulla Great Island, segnalata da Archey (1948, cit opt.), fornisce un'ulteriore profondità archeologica, con la scoperta di incisioni di totara e resti umani.
Baylis contribuisce nel 1948 alla comprensione della vegetazione di Great Island, offrendo una visione del contesto ecologico delle attività Maori preistoriche. Le note dettagliate di Cheeseman
 tra il 1888 e il 1891 sulle Isole dei Tre Re forniscono prospettive storiche sulla flora e sulla fauna delle isole, offrendo una prospettiva comparativa per valutare il cambiamento ecologico nel tempo.
Il resoconto storico di La Pérouse (nel 1799), che racconta un viaggio intorno al mondo, dà un'idea dell'aspetto delle isole alla fine del XVIII secolo. I primi documenti europei e la storia tradizionale Maori, menzionati nell'interpretazione delle dinamiche demografiche preistoriche, sono richiamati senza essere citati esplicitamente. Queste fonti contribuiscono a una comprensione storica ed ecologica più ampia delle Isole Three Kings.